# ISTJ
Cet article concerne un type psychologique de la classification Myers-Briggs. Pour le type socionique ISTj, voir Socionique.
ISTJ (sigle en anglais « introversion, sensation, thinking, judgment » signifiant Introversion, Sensation, Pensée, Jugement) est une abréviation utilisée dans le cadre du Myers Briggs Type Indicator (MBTI) au sujet de l'un des 16 types psychologiques du test. Il est l'un des quatre types appartenant au tempérament Gardien.
Les ISTJ forment le type de personnalité le plus fréquent, constituant environ 16 % de la population.

## Préférences du ISTJ
- I — Introversion préférée à l'extraversion : les ISTJ sont généralement discrets et réservés. Ils préfèrent interagir avec quelques amis dont ils sont proches qu'avec un large cercle de connaissances, et ils dépensent de l'énergie lors de leurs relations en société[3].
- S — Sensation préférée à l'intuition : les ISTJ raisonnent davantage par le concret que par l'abstrait. Ils concentrent leur attention sur les détails plutôt que sur une vision globale des choses, et sur les réalités immédiates plutôt que sur les possibilités futures[4].
- T — Pensée (en anglais : thinking) préférée au sentiment : les ISTJ placent les critères objectifs au-dessus des préférences personnelles. Lorsqu'ils prennent une décision, ils accordent une importance plus grande à la logique qu'à des considérations sociales et/ou passionnelles[5].
- J — Jugement préféré à la perception : les ISTJ planifient leurs activités et prennent des décisions rapidement. Leur tendance à prédire les probabilités d'une situation future suscite chez eux un certain self-control, qui peut sembler limitatif aux yeux des types préférant la perception[6].

## Caractéristiques

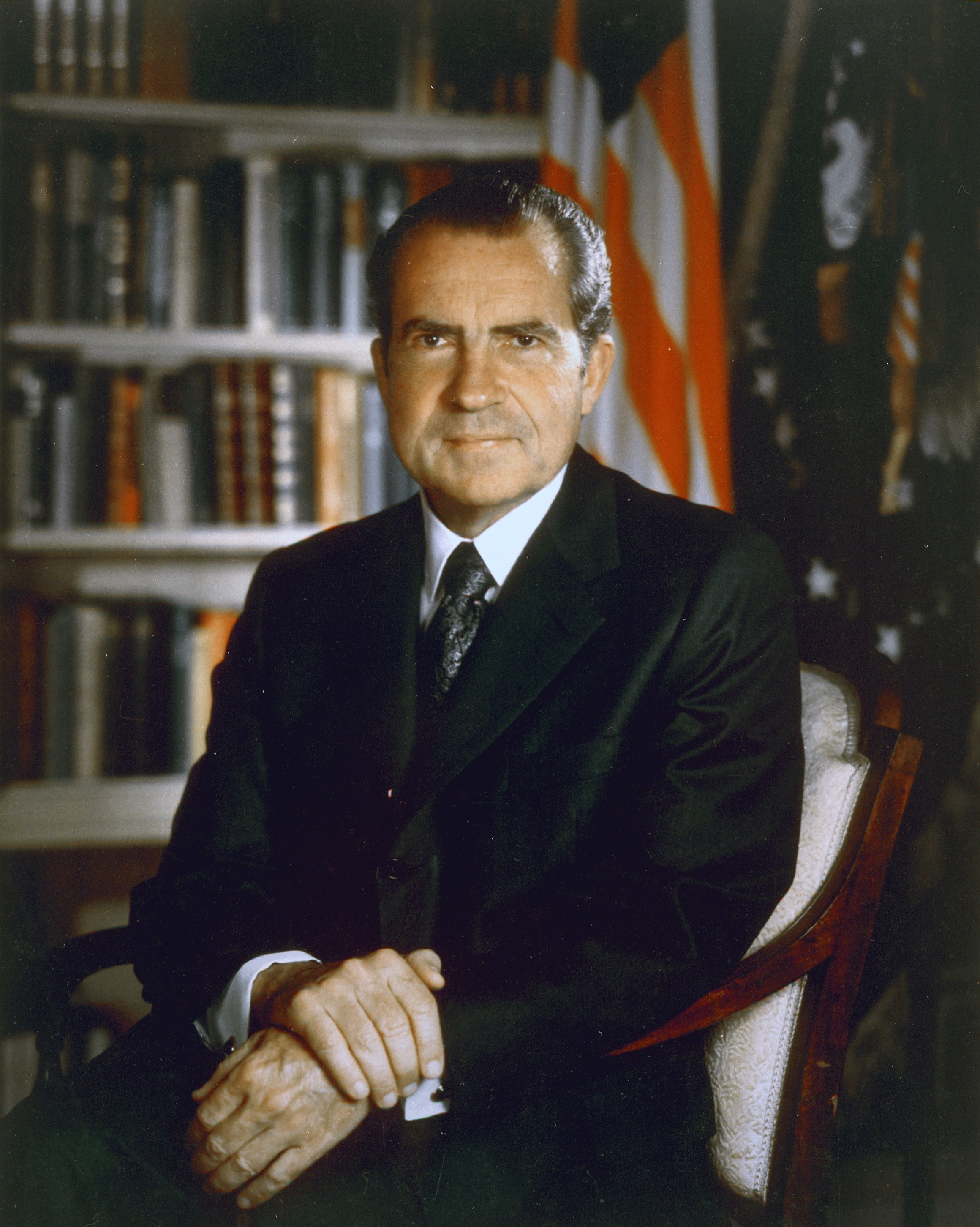
Certains praticiens estiment que Richard Nixon était ISTJ. Cependant, si l'on suit les règles du MBTI, seul le passage du test permet d'identifier avec certitude un type de personnalité.

Les ISTJ apprécient grandement l'ordre et l'organisation en général. Ils planifient avec soin leur vie quotidienne et leur environnement proche. Ils apportent une grande attention aux détails dans leurs travaux et ne sont pas tranquilles avant d'avoir terminé leur tâche. Dans la "vraie" vie comme dans les œuvres de fiction, ils sont souvent déçus par les problèmes qui restent sans solution.
Les ISTJ sont fidèles, logiques, organisés, sensibles et traditionalistes. Ils excellent par leur perfectionnisme et leur fiabilité. N'hésitant pas à laisser de côté les distractions en cas de besoin, ils ont une approche logique et pratique de leurs efforts. Réalistes et responsables, ils travaillent de manière régulière vers des buts dont ils possèdent une connaissance consciente. Ils aiment organiser les choses, tant dans leur vie personnelle que professionnelle.
Bien qu'ils se concentrent sur leur monde interne, les ISTJ préfèrent traiter avec le concret et le factuel. Observateurs vifs, ils évaluent des options variées lorsqu'ils prennent des décisions. Les ISTJ sont prêts à toutes les éventualités et possèdent une bonne compréhension de la plupart des situations. Ils croient en des objectifs pratiques, et accordent une grande valeur à la loyauté et à la tradition.
Les ISTJ apprennent et s'appliquent du mieux possible pour des sujets qu'ils estiment utiles en pratique. Ils ont besoin de directives pour apprendre, d'exemples précis, et demandent généralement une certaine précision de la part de leurs professeurs avant de leur faire confiance. Ils préfèrent les applications concrètes et utiles et ne tolèrent la théorie que si elle constitue un moyen efficace d'atteindre de telles fins. Les activités que les ISTJ apprécient le plus sont celles qui les poussent à réfléchir, en leur donnant du temps pour cela ; des objets qui leur sembleraient trop faciles d'utilisation ou trop amusants créent chez eux de gros doutes quant au mérite de tels objets. Par leur vision pratique des choses, les ISTJ font clairement la différence entre travail et jeu. Un environnement de travail idéal pour eux est un environnement optimisé, pourvu d'un calendrier clair et d'assignements précis.
Les ISTJ respectent les faits. Ils possèdent une grande mémoire et gardent beaucoup de souvenirs en eux, souvenirs rassemblés par leur fonction sensible (c'est-à-dire, en langage non-MBTI, sensorielle). Ils peuvent éprouver des difficultés à accorder de la valeur à une théorie ou une idée qui diffère de leur propre perspective. Cependant, si on les convainc de l'importance ou de la pertinence de l'idée du point de vue de quelqu'un qu'ils respectent ou apprécient, l'idée devient à leurs yeux un fait, que l'individu ISTJ intériorisera et soutiendra vivement.
Les ISTJ travaillent pendant de longues périodes, dévouant leur énergie à des tâches importantes pour eux, dans un but donné. Néanmoins, ils n'aiment pas utiliser cette énergie pour des choses qui n'ont pas de sens à leurs yeux, ou pour lesquelles ils ne voient pas d'application pratique. Ils préfèrent travailler seuls, mais peuvent fort bien travailler en équipe lorsque la situation le demande. Ils aiment se sentir responsables de leurs actes et apprécient les positions à responsabilité. Ils utilisent très peu de théories ou de pensée abstraite, à moins que l'application pratique qui en découle soit claire.
En général, les ISTJ sont capables, logiques, raisonnables, et constituent des travailleurs efficaces avec un désir profond de paix et de sécurité. Ils peuvent être d'une grande efficacité pour accomplir leurs buts, quels qu'ils soient.

## Fonctions cognitives
D'après les développements les plus récents, les fonctions cognitives des ISTJ s'articulent comme suit :
DominanteSensation introvertie (Si)
La sensation introvertie collecte les données du moment présent et les compare avec celles des expériences passées. Ce processus fait remonter à la surface des sentiments associés à des souvenirs que le sujet revit en se les remémorant. Cherchant à protéger ce qui lui est familier, la sensation introvertie identifie dans l'histoire des buts et des attentes en vue d'évènements futurs.
AuxiliairePensée extravertie (Te)
La pensée extravertie organise et planifie les idées pour assurer une poursuite efficace et productive d'objectifs donnés. Elle cherche des explications logiques aux actions, évènements et conclusions, et y identifie de possibles erreurs ou sophismes.
TertiaireSentiment introverti (Fi)
Le sentiment introverti filtre les informations à partir d'interprétations sur la valeur, formant des jugements en accord avec des critères souvent intangibles. Cette fonction balance constamment entre deux impératifs différents, tels que le désir d'harmonie et celui d'authenticité. Adapté aux distinctions subtiles, le sentiment introverti sent instinctivement ce qui est vrai ou faux dans une situation donnée.
InférieureIntuition extravertie (Ne)
L'intuition extravertie trouve et interprète le sens caché d'un objet, d'un propos ou d'une situation, raisonnant à partir de la question "et si...?" pour explorer d'éventuelles alternatives et faire coexister de multiples possibilités. Ce jeu de l'imagination tisse la toile de l'expérience et d'une certaine perspicacité pour former un nouveau schéma d'ensemble, qui peut devenir un catalyseur pour l'action.

### Fonctions secondaires
D'après les développements les plus récents, notamment les travaux de Linda V. Berens, ces quatre fonctions additionnelles ne sont pas celles auxquelles les ISTJ tendent naturellement, mais peuvent émerger en situation de stress. Pour les ISTJ, ces fonctions s'articulent comme suit :
Sensation extravertie (Se)
La sensation extravertie se concentre sur les expériences et les sensations du monde physique et immédiat. Pourvue d'une conscience aigüe de ce qui entoure l'individu, elle lui apporte des faits et des détails pouvant constituer le moteur d'actions spontanées.
Pensée introvertie (Ti)
La pensée introvertie recherche la précision, par exemple celle du mot juste pour exprimer une idée avec exactitude. Elle remarque les menues distinctions qui définissent l'essence des choses, puis les analyse et en opère la classification. La pensée introvertie examine une situation sous tous les aspects, cherche à résoudre des problèmes avec le minimum d'efforts et de risques. Elle recourt à des modèles pour remédier aux flottements et inconsistances du raisonnement logique.
Sentiment extraverti (Fe)
Le sentiment extraverti recherche le lien social et créée d'harmonieuses interactions par un comportement poli et adapté. Il répond aux désirs explicites (et implicites) des autres, ce qui peut donner lieu à un conflit interne entre les propres besoins du sujet et le désir de satisfaire ou de comprendre ceux des autres.
Intuition introvertie (Ni)
Attirée par des dispositifs ou actions symboliques, l'intuition introvertie opère la synthèse de couples de contraires pour créer dans l'esprit des images neuves. De ces réalisations provient une certaine forme de certitude, qui demande des actions ou des expériences pour nourrir une éventuelle vision de l'avenir ; de telles réalisations peuvent inclure des systèmes complexes ou des vérités universelles.

## ISTJ célèbres
Bien que seul le passage du test MBTI permette d'identifier avec certitude un type de personnalité, plusieurs praticiens ont tenté de déterminer le type de certains personnages célèbres à partir d'éléments biographiques. Le psychologue américain David Keirsey a ainsi identifié de nombreux ISTJ célèbres.

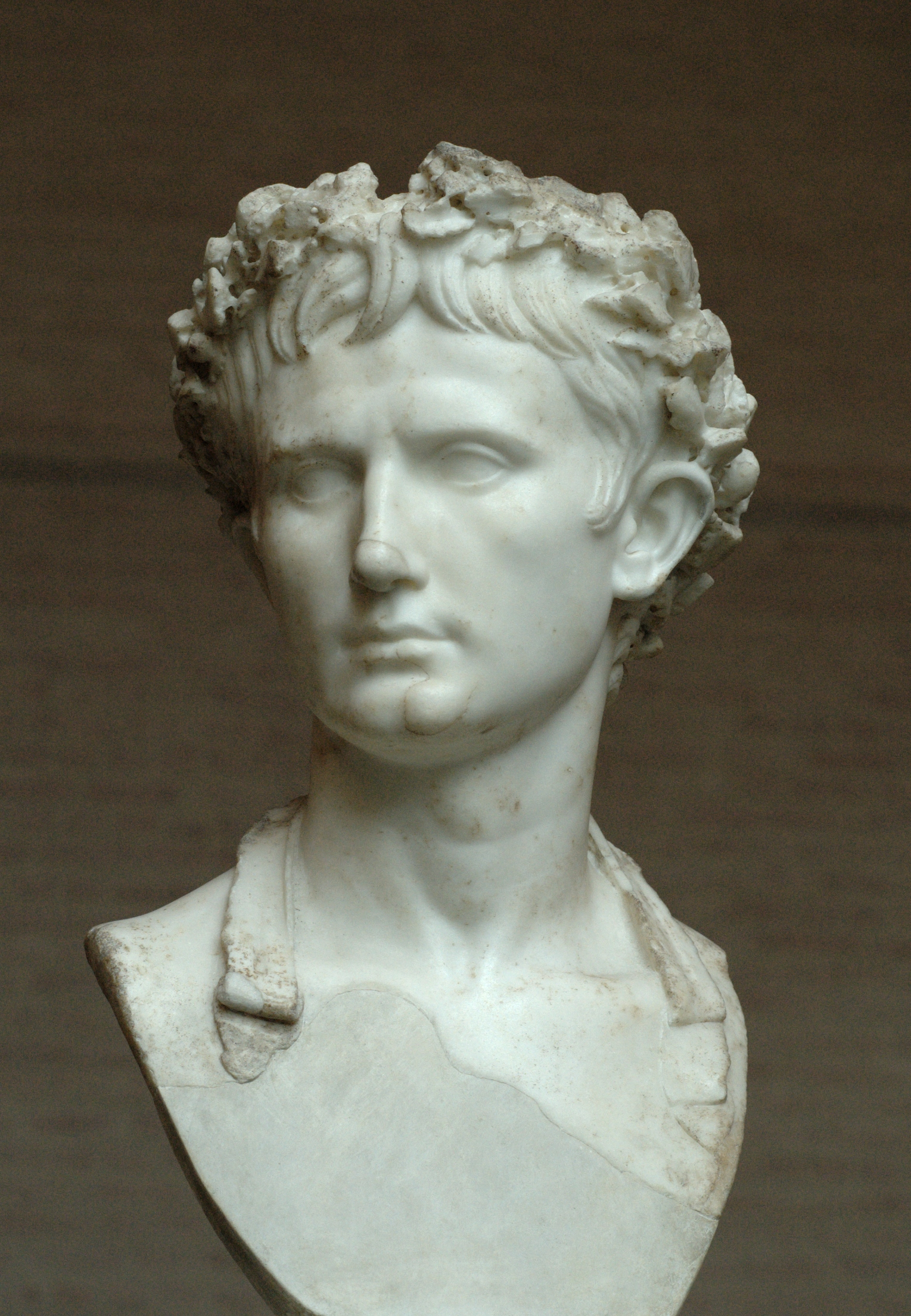
Auguste, empereur romain.
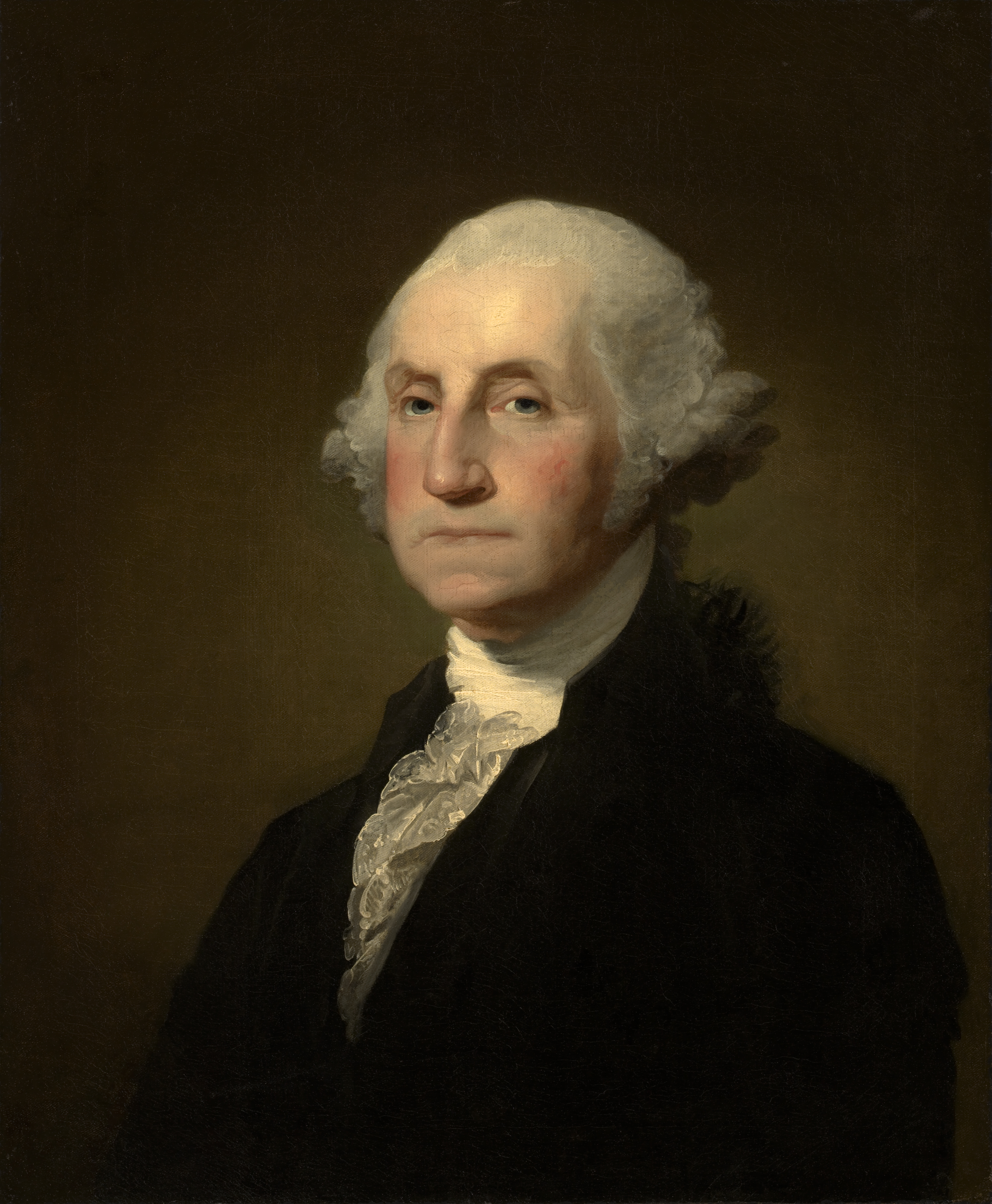
George Washington, président des États-Unis.
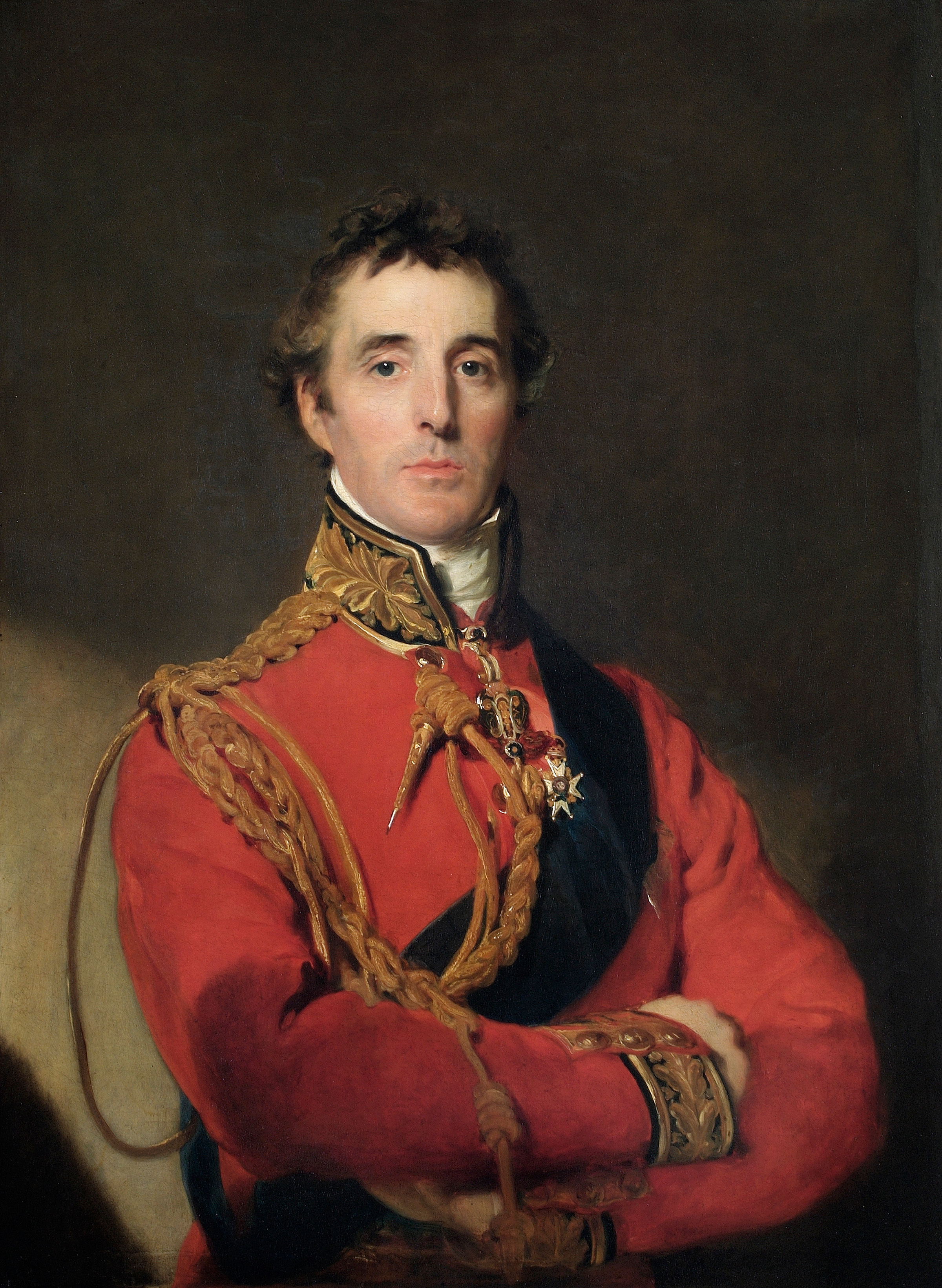
Arthur Wellington, maréchal et Premier ministre britannique.
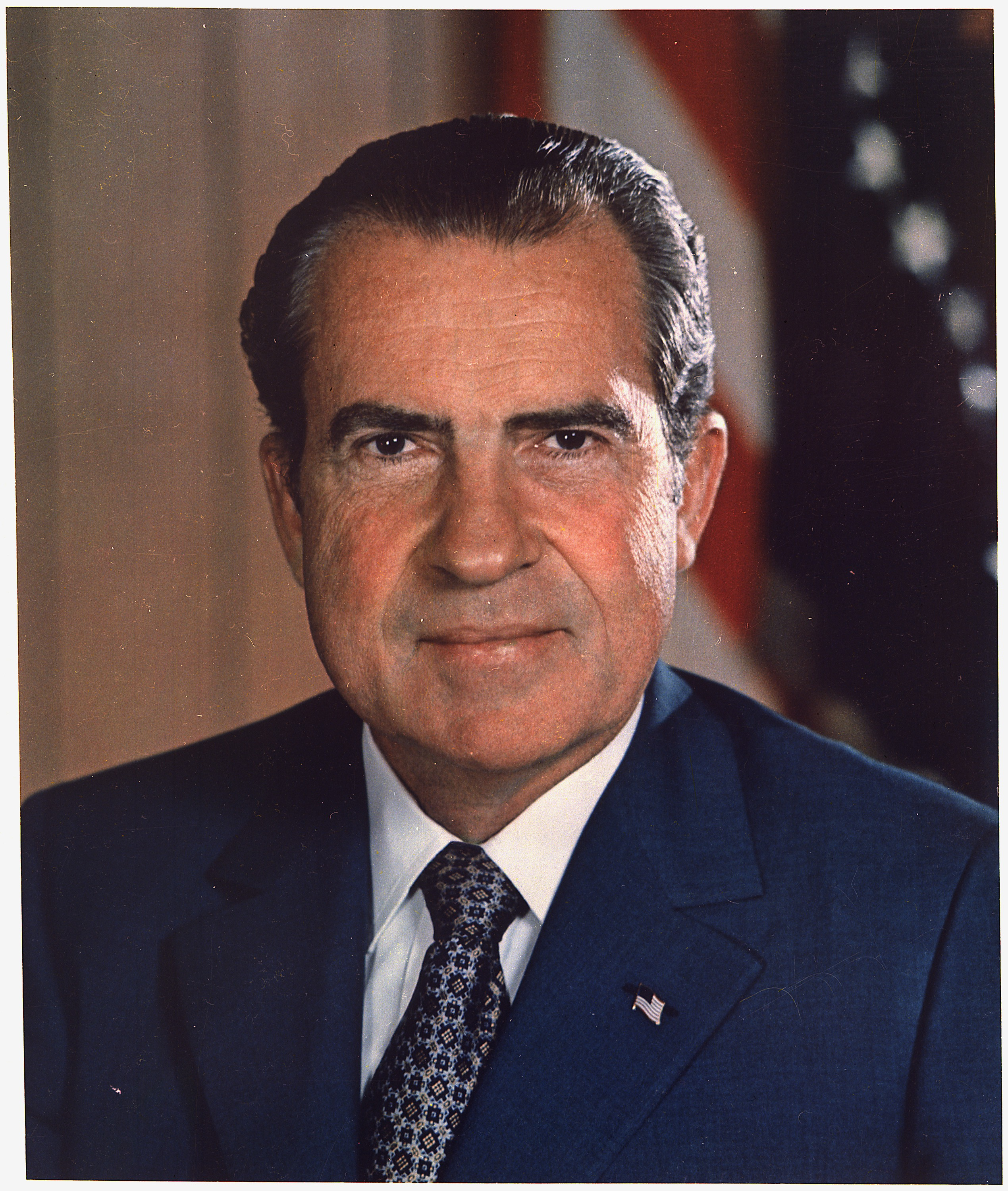
Richard Nixon, président des États-Unis.
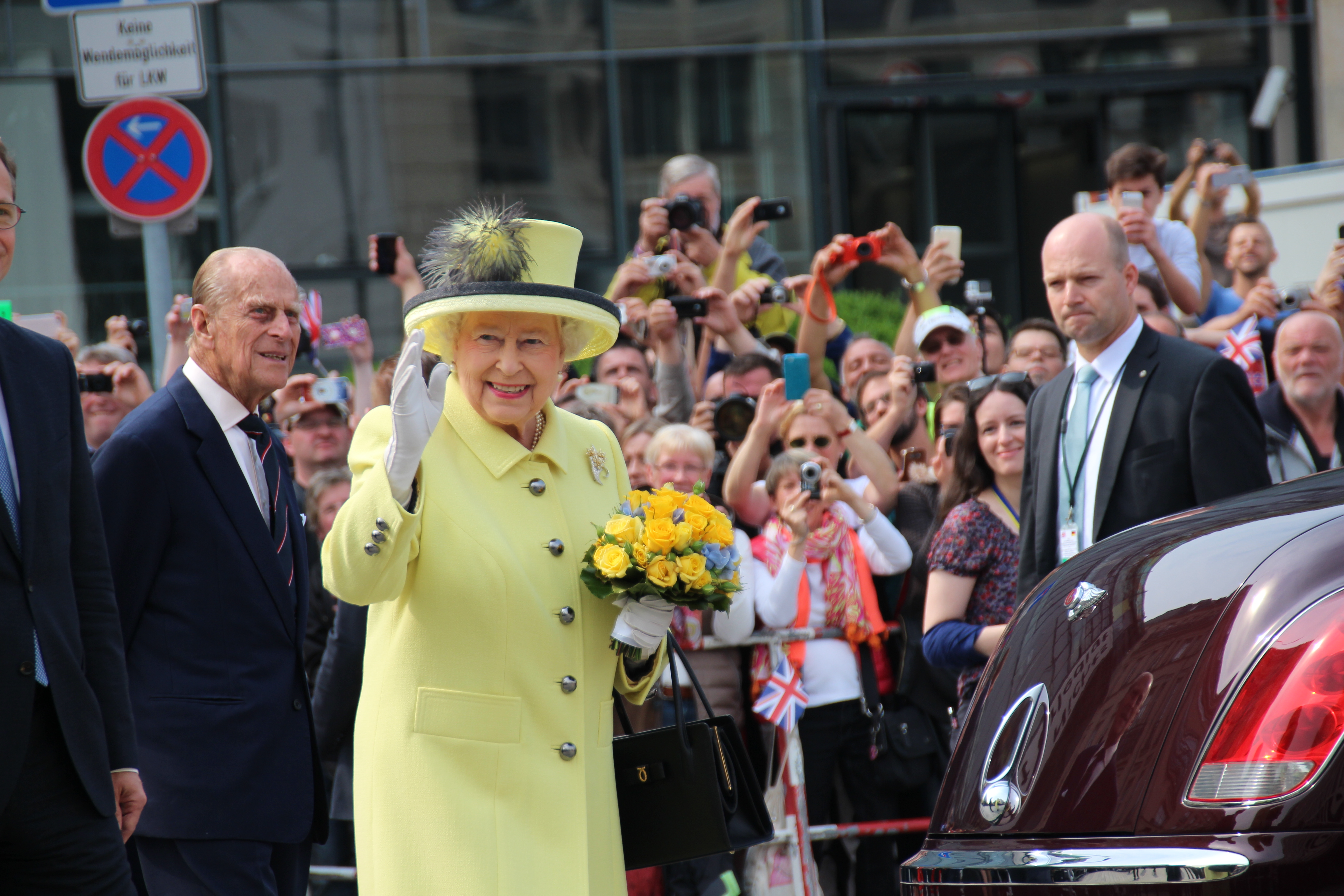
Élisabeth II, reine du Royaume-Uni et du Commonwealth.
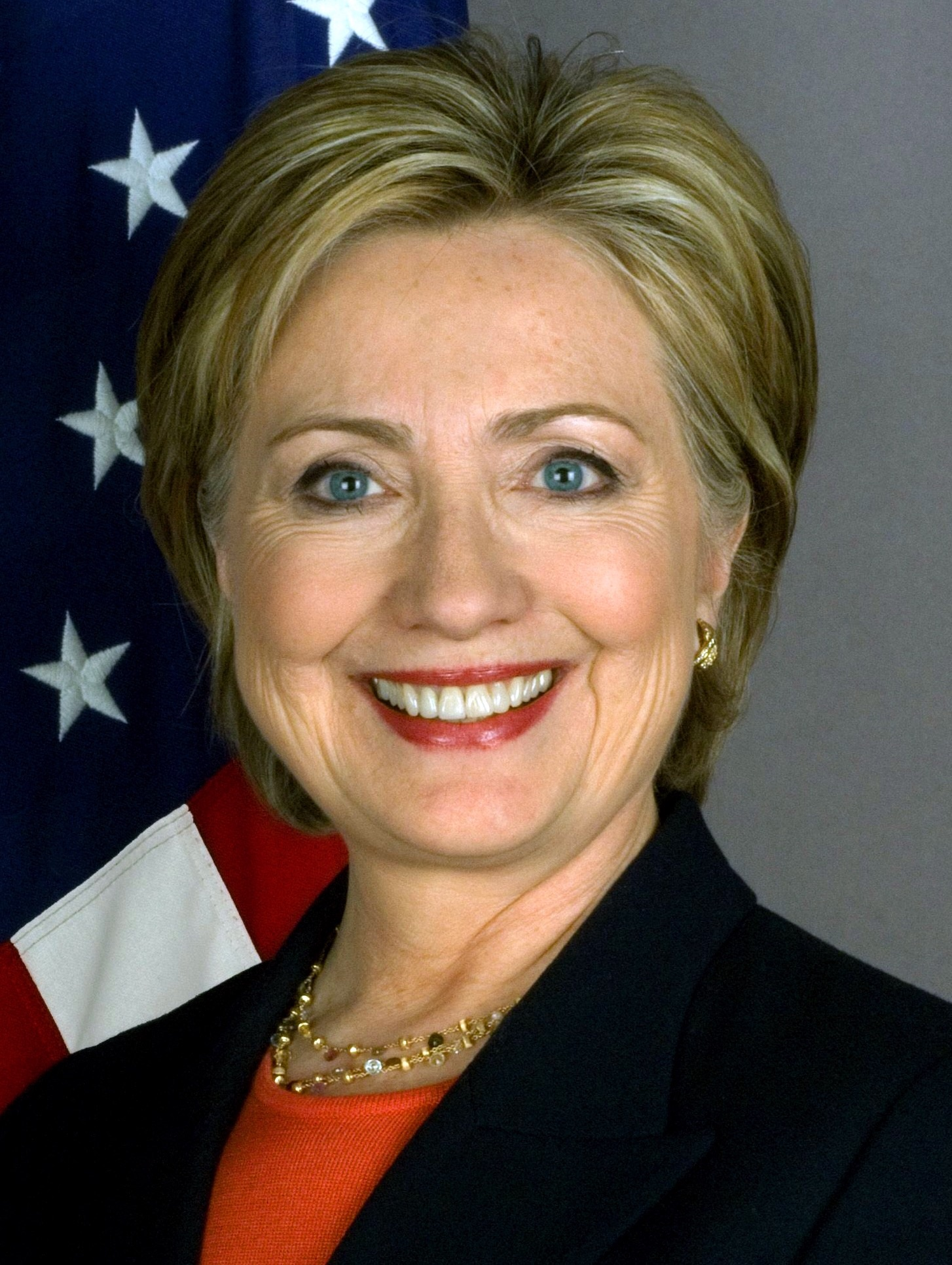
Hillary Clinton, femme politique américaine.
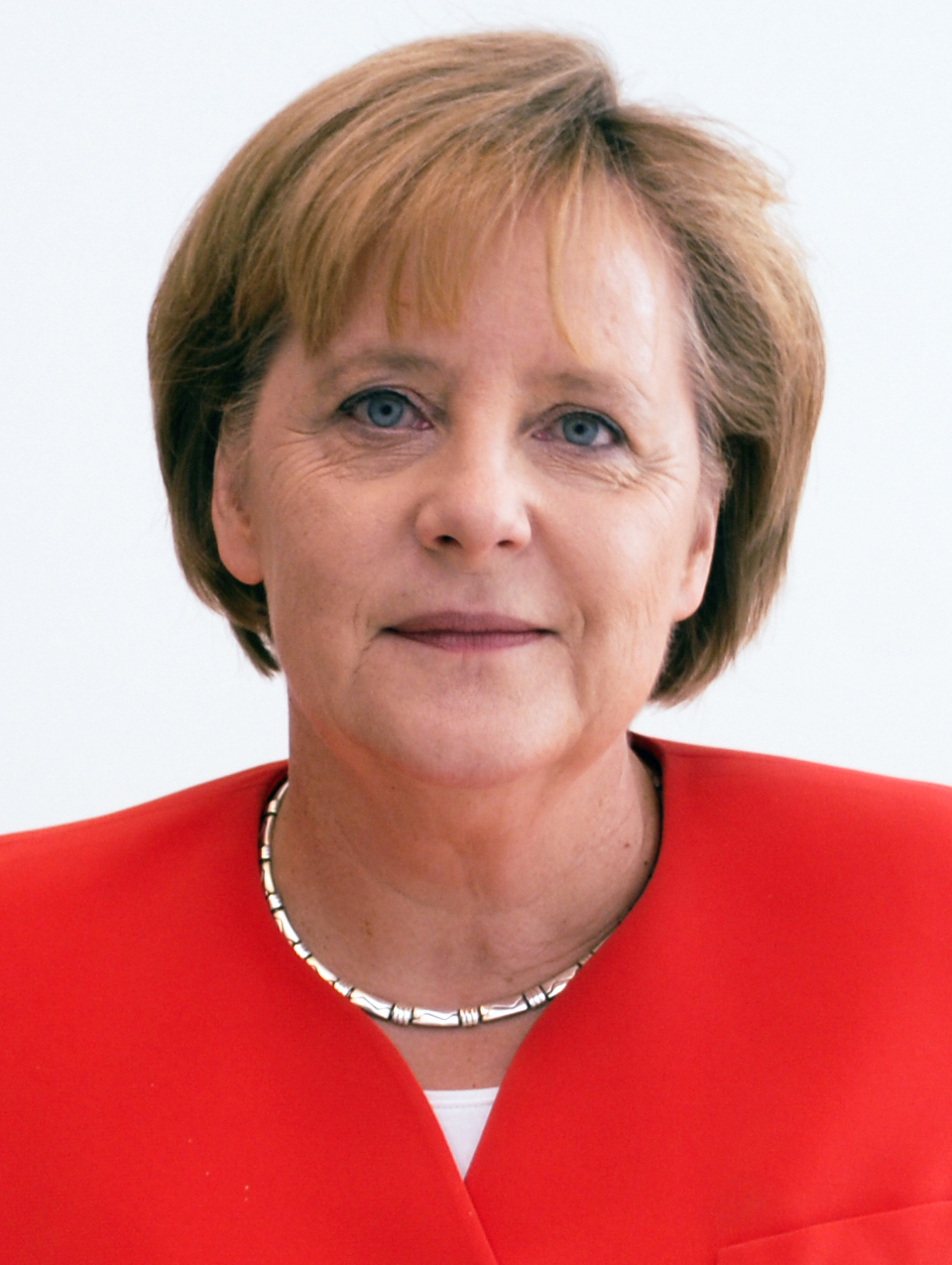
Angela Merkel, chancelière fédérale d’Allemagne de 2005 à 2018
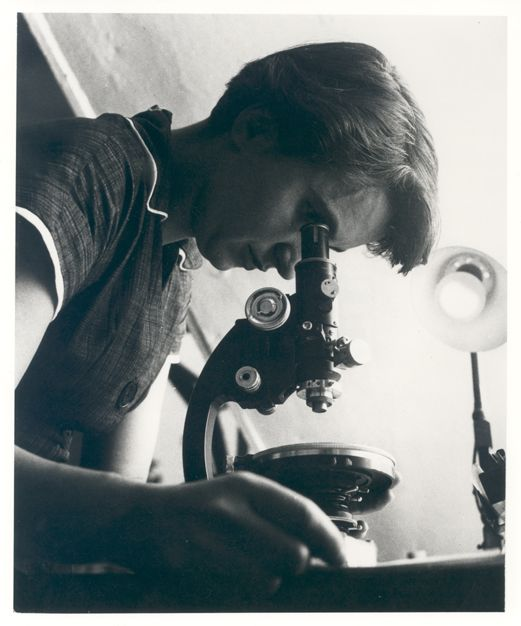
Rosalind Franklin, biologiste moléculaire britannique découvreuse de la structure de l'ADN.
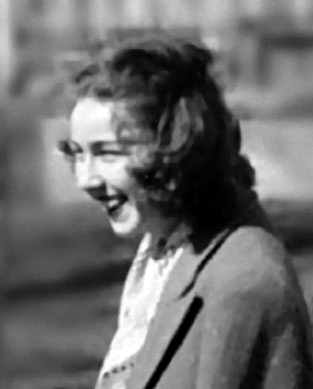
Flannery O'Connor, nouvelliste et romancière catholique américaine.
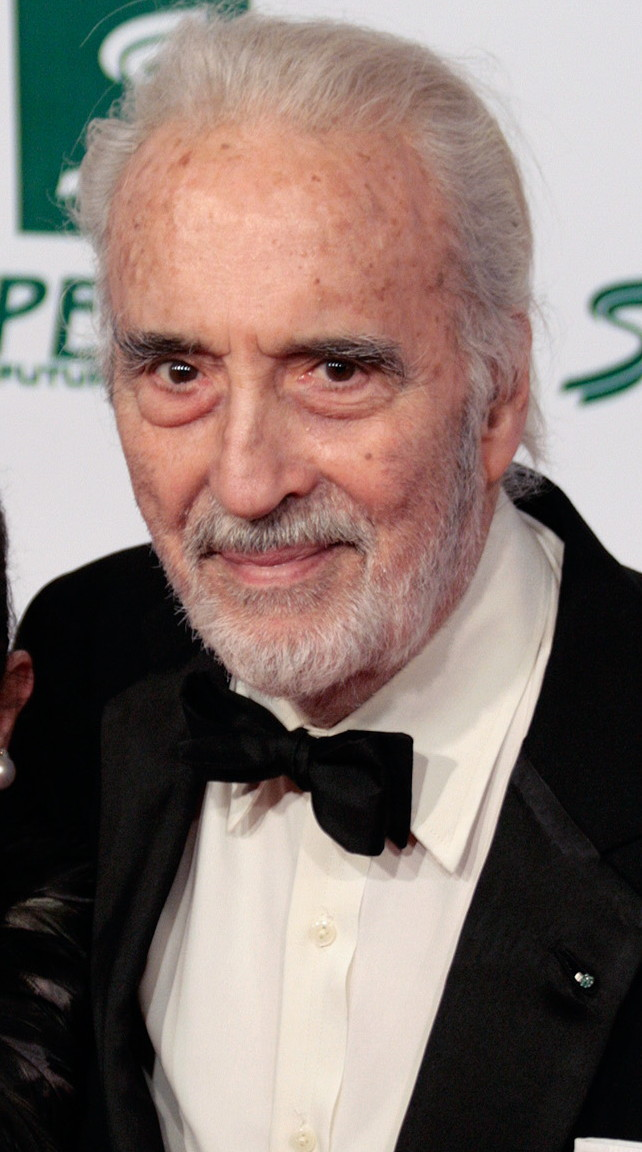
Christopher Lee, acteur britannique